# Cantharellus tenuis
Cantharellus tenuis é uma espécie de fungo pertencente à família Cantharellaceae.